# Număr Schmidt
În transmiterea căldurii numărul Schmidt (Sc) este o mărime adimensională, numit după inginerul german Ernst Schmidt, definit ca raportul dintre difuzivitatea impulsului și difuzivitatea moleculară, adică raportul dintre viscozitatea cinematică și coeficientul de difuzie moleculară. Acesta corelează fizic grosimea relativă a stratului hidrodinamic cu a stratului limită de transport de masă.

## Definiție
Este definit de:
{\displaystyle \mathrm {Sc} ={\frac {\nu }{D}}={\frac {\mu }{\rho D}}={\frac {\text{rata difuziei viscoase }}{\text{rata difuziei moleculare }}}={\frac {\mathrm {Pe} }{\mathrm {Re} }}}
unde:
{\displaystyle \nu =\mu /\rho } este viscozitatea cinematică, [m2/s],
D este coeficientul de difuzie moleculară, [m2/s],
μ este viscozitatea dinamică [Pa•s] = [Ns/m2] = [kg/ms],
ρ este densitatea fluidului, [kg/m3],
Pe este numărul Péclet, [-],
Re este numărul Reynolds, [-].
Analogul numărului Schmidt în transmiterea căldurii este numărul Prandtl, Pr. Raportul dintre difuzivitatea termică și difuzivitatea moleculară este numărul Lewis, Le.

## Numărul Schmidt turbulent
Numărul Schmidt turbulent este frecvent utilizat în cercetarea turbulențelor și este definit ca:
{\displaystyle \mathrm {Sc} _{\mathrm {t} }={\frac {\nu _{\mathrm {t} }}{K}}}
unde:
{\displaystyle \nu _{\mathrm {t} }} este viscozitatea turbulentă, [m2/s],
{\displaystyle K} este difuzivitatea turbulentă, [m2/s].
Numărul Schmidt turbulent descrie raportul dintre ratele de transport turbulent al impulsului și transportul turbulent al masei (sau al oricărui scalar pasiv). Este legat de numărul Prandtl turbulent, care este legat de transmiterea turbulentă a căldurii. Este util pentru rezolvarea problemei transportului de masă al fluxurilor turbulente din stratul limită. Cel mai simplu model pentru Sct este analogia Reynolds, care produce un număr Schmidt turbulent de 1. Din datele experimentale și simulările CFD, Sct variază între 0,2 și 6.

## La motoare Stirling
Pentru motoarele Stirling, numărul Schmidt este legat de puterea specifică. Gustav Schmidt de la Institutul Politehnic German din Praga a publicat o analiză în 1871 pentru soluția acum faimoasă de formă închisă pentru un model idealizat de motor Stirling izotermic.
{\displaystyle \mathrm {Sc} ={\frac {\sum {\left|Q\right|}}{{\bar {p}}V_{c}}}}
unde:
{\displaystyle \mathrm {Sc} } este numărul Schmidt, [-],
{\displaystyle Q} este căldura primită de fluidul de lucru, [J],
{\displaystyle {\bar {p}}} este presiunea medie a fluidului de lucru, [Pa],
{\displaystyle V_{c}} este cilindreea, [m3].